# 森田起代美
森田起代美（もりたきよみ、1973年10月6日 - ）は、日本の女優 である。山梨県出身。身長：154 cm。体重：42 kg。特技：剣殺陣。趣味：プロレス観戦。

## 出演

### テレビドラマ
- 貫太ですッ!（CX）
- コスメの魔法（TBS）
- こちら本池上署（TBS）
- 水戸黄門 (TBS)

### 映画
- あゝ!一軒家プロレス（久保直樹監督）
- 渋谷の女子高生が語った“呪いのリスト”2（古賀奏一郎監督）
- 渋谷の女子高生が語った“呪いのリスト”4（古賀奏一郎監督）
- おくりびと怪奇譚（古賀奏一郎監督）

### 舞台・時代劇
- 「平手造酒ー外伝ー」（ル・テアトル銀座公演）
- 「天照決闘録　剣聖!塚原卜伝」
- 「柳生新陰流決闘録　兵法家伝」　　時代劇他多数